# 班达尔·本·苏尔坦·阿勒沙特

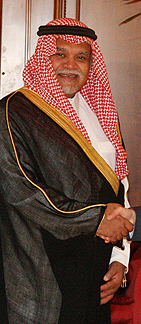
班达尔·本·苏尔坦·阿勒沙特

班达尔·本·苏尔坦亲王，全名为班达尔·本·苏尔坦·本·阿卜杜勒-阿齐兹·沙特（阿拉伯语：‎，1949年3月2日—）沙特阿拉伯外交家和国务活动家。他是沙特阿拉伯最有影响力的人士之一。在1983年到2005年间出任沙特阿拉伯驻美国大使。2005年10月16日，沙特阿拉伯国王阿卜杜拉·本·阿卜杜勒-阿齐兹任命他为沙特国家安全委员会主席。

## 生平
班达尔·本·苏尔坦亲王是沙特阿拉伯第一副首相苏丹·本·阿卜杜勒-阿齐兹亲王的长子，生于塔伊夫。他的母亲并非正室，但按照沙里亚法规，家长的所有儿子都应受到一致的对待，因此班达尔受到了良好的现代教育。在父亲的安排下，他与堂妹海法·宾特·费萨尔（沙特阿拉伯国王费萨尔·伊本·阿卜杜勒·阿齐兹·沙特的女儿）结婚。
班达尔·本·苏尔坦曾就学于英国克兰韦尔皇家空军学院，并在沙特阿拉伯皇家空军作为一名尉官服役17年。在空军里他是一名战斗机飞行员，曾飞过多种机型。班达尔后来又在美国马克斯韦尔空军基地接受飞行训练。除了军事课程以外，他也获得了约翰·霍普金斯大学保罗·H·尼采学院的国际公共政策学学位。
班达尔·本·苏尔坦亲王的外交生涯始于1978年，是年他成功地说服了美国国会向沙特阿拉伯出售F-15型战斗机。1983年，他獲任命为沙特阿拉伯驻美国大使。

## 政治活动
班达尔·本·苏尔坦与布什家族的两位美国总统，乔治·赫伯特·沃克·布什和乔治·沃克·布什关系极为密切，以至于有人给他取了个外号叫“班达尔·布什”。他与小布什的副总统迪克·切尼的关系也十分紧密。早在1990年代，班达尔就曾邀请切尼一家参加他女儿的婚礼，不过切尼最终并没有出席。班达尔·本·苏尔坦与布什家族的关系在迈克尔·摩尔的讽刺性纪录片《华氏911》中高调表现了出来。
班达尔亲王与布什家族的这种关系引起了外界的不少争议。《华盛顿邮报》的编辑和评论作家鲍勃·伍德沃德（报道水门事件的人）是最致力于揭露这种关系的人士之一。在他的畅销书《否认之国：战争中的布什》里，伍德沃德认为班达尔是布什在对外政策上的重要谋士，而且在布什参加竞选的过程中也发挥了一些作用，这种关系是由老布什牵线搭桥的。伍德沃德的另一本书《攻击计划》则称布什总统通知给班达尔入侵伊拉克的决定甚至还在他通知国务卿科林·鲍威尔之前。另一个著名的传闻是，布什通过班达尔与沙特阿拉伯达成了降低国际原油市场价格的交易，从而为他参加2004年美国大选增添了筹码。
2005年6月26日，班达尔亲王宣布因“个人原因”辞去沙特阿拉伯驻美国大使职务。这个声明的发表时间恰好在沙特阿拉伯国王法赫德去世数周之前。在法赫德去世后，班达尔的父亲苏丹·本·阿卜杜勒-阿齐兹亲王成为了沙特阿拉伯王储。有传言说班达尔返回沙特阿拉伯是为了确保自己在新政府里的位置。
2005年10月，班达尔·本·苏尔坦亲王經任命成为沙特阿拉伯国家安全委员会主席，这意味着他将在沙特阿拉伯国家事务中发挥更大作用。

## 卸任大使之后
按照合众国际社编辑阿诺德·德·博尔希格拉夫的看法，班达尔·本·苏尔坦在从大使职位离任后仍是沙特阿拉伯与美国之间交换意见的重要渠道。博尔希格拉夫声称，班达尔亲王曾在2006年与美国官员秘密会晤。
班达尔·本·苏尔坦在总体上是反对伊朗的，他认为由什叶派保守人物控制的伊朗是对海湾国家的威胁。博尔希格拉夫认为，班达尔甚至说服了其他沙特阿拉伯高层人士，如阿卜杜拉国王和内政大臣纳伊夫·本·阿卜杜勒-阿齐兹同意他的观点。
更为耸人听闻的论断是班达尔亲王现在正在游说美国对伊朗采取军事行动。

## 爭議
- 於1985年起最少十年內，班達爾親王被指在促成鴿子軍購案期間，經由多個美國銀行戶口收受來自英國宇航（現為貝宜系統）的1.2億英鎊，並以賄款購買一架A340作私人飛機。英方曾立案偵查，但最終於2006年尾突然終止調查[7][8]。